# Ронген, Томас
Томас Ронген (нидерл. Thomas Rongen; род. 31 октября 1956, Амстердам) — нидерландский футбольный тренер. Он был ранее главным тренером «Ди Си Юнайтед», спортивным директором «Чивас США», а также тренером национальной сборной Американского Самоа. Он играл на профессиональном уровне в Североамериканской футбольной лиге, в MISL и Американской футбольной лиге.

## Игрок
Томас Ронген начал свою игровую карьеру в 1971 году в юношеской команде АФК в Амстердаме. В то время он жил в Амстелвене на улице ван Хёвен Гудхартлан. В основном составе клуба он играл как опорный полузащитник и защитник с 1973 по 1979 год.

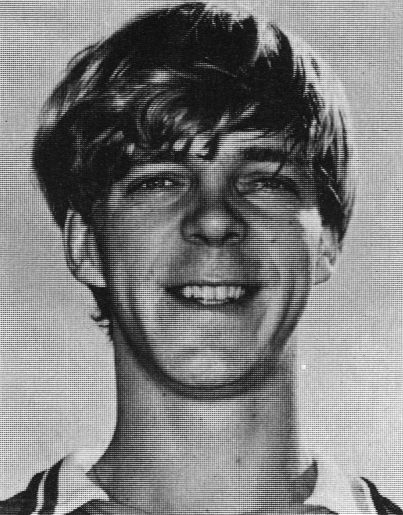
Ронген в составе «Лос-Анджелес Ацтекс» (1979)

В начале 1979 года Ронген переехал в США, став игроком «Лос-Анджелес Ацтекс» из Североамериканской футбольной лиги. Ронген провёл весь 1979 сезон с «Ацтекс». Следующий сезон он также начал в Лос-Анджелесе. 12 июля 1980 года «Ацтекс» продали его в «Вашингтон Дипломатс». Команда была расформирована в конце сезона, и Ронген перешёл в «Форт-Лодердейл Страйкерс», где оставался в течение следующих трёх сезонов. В 1984 году Джо Робби, владелец «Страйкерс», перевёз команду в Миннеаполис, штат Миннесота, где она была переименована в «Миннесота Страйкерс». Ронген переехал с командой и провёл там 1984 сезон. Лига была расформирована в конце сезона, и «Страйкерс» перешли в MISL на 1984/85 сезон. 22 мая 1985 года Ронген присоединился к «Саут Флорида Сан» из Объединённой футбольной лиги. После шесть игр лига распалась. В октябре 1985 года Ронген подписал контракт в качестве свободного агента с «Чикаго Стинг» из MISL. В конце сезона он переехал во Флориду, чтобы тренировать молодёжную команду средней школы. В 1987 году он играл за «Хьюстон Дайнамоз» из LSSА. 8 января 1988 года он стал первым игроком, подписавшим контракт с воссозданным «Форт-Лодердейл Страйкерс». Он продолжал играть за «Страйкерс» до 1993 года.

## Тренер

### Первые шаги
Ронген начал свою тренерскую карьеру в 1984 году в качестве ассистента тренера команды Средней школы им. Иоанна Павла II. 27 июня 1986 года он был назначен главным тренером. Во время своего пребывания у руля команды он добился результата в 32 победы при пяти поражениях, он дважды признавался тренером года. Он ушёл в отставку со своего поста 16 мая 1988 года. Он также тренировал футбольный клуб «Плантейшн Иглз». Благодаря этому он стал тренером молодёжной сборной Флориды, которая 8 марта 1987 года в спарринге победила сборную США, голы забивали Зен Лузняк и Энри Гутьеррес. Ронген также работал в качестве помощника с мужской футбольной командой Юго-восточного университета Нова. В августе 1988 года он был нанят, чтобы тренировать команду Средней школы Южного Плантейшна. 8 февраля 1989 года он заменил Вима Сюрбира на посту главного тренера «Страйкерс». Он привёл команду к победе в ASL в 1989 году, а затем обыграл «Сан-Диего Номэдс» в финале плей-офф. Он был Тренером 1990 года в APSL. В августе 1994 года он подал в отставку с поста главного тренера. В ноябре 1990 года он заменил Хала Хендерсон на посту главного тренера Юго-восточного университета Нова. Он тренировал команду в течение пяти сезонов, выиграв 50 матчей при восьми проигрышах, однако команда очень часто играла вничью (35 раз).

### MLS и сборные
Ронген был одним из первых тренеров в MLS, он управлял «Тампа-Бэй Мьютини» в первом сезоне лиги в 1996 году, он выиграл регулярный сезон MLS, а также стал Тренером года лиги. После года с «Мьютини» Ронген перешёл в «Нью-Инглэнд Революшн», он тренировал клуб в 1997 и 1998 годах. После «Революшн» Ронген сменил Брюса Арену на посту главного тренера «Ди Си Юнайтед», он привёл клуб к победе в Кубке MLS 1999 года. Однако Ронген был уволен «Юнайтед» в 2001 году и был заменён Рэем Хадсоном. Покинув «Юнайтед», Ронген был назначен главным тренером молодёжной сборной США, с которой он работал с 2001 года до назначения на пост главного тренера «Чивас США», он стал первым тренером команды в 2005 году. Однако после восьми поражений в десяти играх он был уволен.
Ронген снова был назначен главным тренером молодёжной сборной США в 2006 году. С ним команда дошла до четвертьфинала Кубка мира 2007 года, где в экстра-таймах уступила Австрии со счётом 2:1. Два года спустя на мундиале США не вышли с группы, уступив по дополнительным показателям Нигерии и Коста-Рике (в рейтинге команд, занявших третьи места в группах). Ронген был уволен с должности в мае 2011 года.
С Ронгеном во главе Американское Самоа записало в актив свою первую в истории победу 22 ноября 2011 года в матче против Тонга в отборочном матче к чемпионату мира 2014. При Ронгене Американское Самоа достигло 173-го места в мире, своего рекордно высокого рейтинга. Его работа со сборной Американского Самоа находится в центре сюжета британского документального фильма 2014 года «Следующий гол — победный». В 2023 году на экраны выйдет одноименный игровой фильм о работе Ронгена в сборной, снятый Тайкой Вайтити.
Перед сезоном 2012 года Ронген стал директором академии «Торонто», присоединившись к своим соотечественникам Арону Винтеру и Бобу де Клерку.
В декабре 2014 года он был назначен тренером «Тампа-Бэй Раудис». 21 августа 2015 года Ронген был уволен вместе с генеральным менеджером, Фаррухом Кураиши.
В конце 2016 года Ронген стал главным международным скаутом сборной США.